# Eisenbahnunfall von Nischapur
Der Eisenbahnunfall von Nischapur ereignete sich am 18. Februar 2004 in der Stadt Nischapur (auch Neyschabur) im Iran, als ein mit Chemikalien beladener Güterzug explodierte. Dabei kamen mindestens 320 Menschen ums Leben. Rund 460 Feuerwehrleute und Dorfbewohner wurden bei diesem Unglück zum Teil schwer verletzt.

## Unfallhergang
Nach Angaben der zuständigen Behörden hatte sich ein Güterzug aus unbekannten Gründen mit 51 Güterwagen selbständig gemacht und fuhr führerlos bis in den Bahnhof von Chajjam im Nordosten des Landes, wo er entgleiste und in Brand geriet. Bei den Bergungsarbeiten kamen viele Helfer zu Schaden, da erst fünf Stunden nach dem Ereignis eine Explosion erfolgte. Diese zeigte auf der Erdbebenwarte in Teheran einen Erdstoß mit der Stärke 3,6 auf der Richterskala an. Auch in der 75 Kilometer entfernten Provinzhauptstadt Maschhad war der Knall noch zu hören.
Es waren 17 Wagen mit Schwefel, 6 mit Treibstoff, 7 mit leicht entzündlichen Düngemitteln und 10 mit Baumwolle beladen. Der Brand war zum größten Teil bereits gelöscht, als einige der Waggons explodierten. Erst diese Explosion forderte die große Zahl der Toten und Verletzten, viele davon durch einstürzende Gebäude auf Grund der Wucht der Explosion.